# Ādolfs Alunāns
Ādolfs Alunāns (Jelgava, 11 ottobre 1848 – Jelgava, 5 luglio 1912) è stato un commediografo lettone.
Fu direttore del teatro di Riga dal 1870 al 1885. Viene considerato il "padre" del teatro lettone.
Era fratello del compositore Nikolajs Alunāns (1859-1919).

## Biografia
Nato a Jelgava, frequentò il liceo locale. Dal 1866 al 1870, recitò nei teatri di Tartu, Revel, Narva e Pietroburgo. Nel 1870, fu invitato dalla Società Lettone di Riga, diventando direttore del teatro, carica che ricoprì fino al 1885.

## Opere
- "Pašu audzināts" (1869)
- "Priekos un bēdās" (1871)
- "Mucenieks un muceniece" (1872)
- "Icigs Mozes" (1874)
- "Džons Neilands" (1881)
- "Kas tie tādi, kas dziedāja" (1888)
- "Lielpils pagasta vecākie" (1888)
- "Seši mazi bundzenieki" (1889)
- "Visi mani radi raud" (1891)
- "Pārticībā un nabadzībā" (1893)
- "Mūsu senči" (1905)
- "Zobgala kalendārs" (1892 - 1912)
- "Ievērojami latvieši" (1-2, 1887 - 1890)
- "Jura Alunāna dzīve" (1910)
- "Atmiņas par latviešu teātra izcelšanos" (izd. 1924)